# Konflikt indyjsko-pakistański
Konflikt indyjsko-pakistański – spór graniczny powstały na skutek podziału Indii Brytyjskich w 1947 roku, w wyniku którego zostały utworzone dwa niepodległe państwa: Pakistan – zamieszkany w większości przez muzułmanów oraz Indie – zamieszkane w większości przez hinduistów. Następstwem podziału dawnego wicekrólestwa brytyjskiego była migracja ok. 10 milionów muzułmanów idących na północ do nowo powstałego państwa pakistańskiego, a hindusów na południe w kierunku Indii. W trakcie wymiany ludności doszło do szeregu starć i zamieszek między muzułmanami a sikhami i Hindusami. Ocenia się, że w ich wyniku mogło zginąć nawet do 1 mln ludzi.
Przedmiotem konfliktu między nowymi państwami stał się podział nadgranicznej prowincji Pendżab oraz kwestia statusu księstwa Kaszmiru.
Konflikty te przerodziły się w regularne wojny:
- wojna indyjsko-pakistańska 1947 – zwana też I wojną o Kaszmir
- wojna indyjsko-pakistańska 1965 – zwana też II wojną o Kaszmir
- wojna indyjsko-pakistańska 1971
- wojna indyjsko-pakistańska 1999

Ponadto miały miejsce walki o mniejszej intensywności:
- Operacja Sindur – maj 2025[1].
- Konflikt o Siachen – 1984 - 2003